# Aşağı Hadim, Hadim
Ağaççı là một xã thuộc huyện Hadim, tỉnh Konya, Thổ Nhĩ Kỳ. Dân số thời điểm năm 2011 là 21 người.